# Moskowite Corner
Moskowite Corner – jednostka osadnicza w Stanach Zjednoczonych, w stanie Kalifornia, w hrabstwie Napa.